# سيدي علي بن عون
سيدي علي بن عون إحدى مدن الجمهورية التونسية، تقع في الوسط التونسي و يمر بها الطريق الوطنية رقم 3. وهي مركز معتمدية تابعة لولاية سيدي بوزيد.
تحمل المدينة اسم الولي الصالح سيدي علي بن عون، حيث يوجد ضريحه.

### مواضيع ذات علاقة
- ولاية سيدي بوزيد.
- جبل سيدي علي بن عون.